# Giovannali
Die Ghjuvannali oder Giovannali waren eine Sekte auf Korsika. Nach der These von Alexandre Grassi (1866) waren sie die „Katharer“ Korsikas. Für neuere Historiker handelt es sich um eine Abspaltung der Franziskaner. Diese Gemeinschaft entstand im 14. Jahrhundert in Carbini in der Region von l’Alta Rocca. Sie bestand über einen Zeitraum von ca. 50 Jahren.

## Lehren
Die Giovannali wurden durch den Franziskanerbruder Giovanni Martini angeführt. Wie es bei den Franziskanern üblich ist, wurde ihre Lehre bestimmt durch Armutsgelübde und Selbsthingabe. Es gab kein Eigentum und alle Güter wurden der Gemeinschaft zur Verfügung gestellt. Daher scheinen sie weniger Gemeinsamkeiten mit den Katharern gehabt zu haben. Verbindungen bestehen eher zu den Fratizellen. Sie erlegten sich Buße auf und verschiedene Geißelungen. Ihre Ideale waren Demut, Einfachheit, Armut und Gewaltlosigkeit. Indem sie das Sakrament der Ehe ablehnten, schufen sie einen Ruf der Zügellosigkeit und laut ihren Verfolgern feierten sie auch Sabbate.

« Ils formèrent à Carbini cette secte dans laquelle les femmes entrèrent aussi bien que les hommes ; leur loi portait que tout serait commun entre eux, les femmes, les enfants, ainsi que tous les biens ; peut-être voulaient-ils faire revivre l’âge d’or du temps de Saturne qu’ont chanté les poètes. Ils s’imposaient certaines pénitences à leur manière ; ils se réunissaient dans les églises la nuit pour faire leurs sacrifices, et là, après certaines pratiques superstitieuses, après quelques vaines cérémonies, ils éteignaient les flambeaux, puis prenant les postures les plus honteuses et les plus dégoûtantes qu’ils pouvaient imaginer, ils se livraient, l’un à l’autre jusqu’à satiété, sans distinction d’hommes ni de femmes. »

„Sie gründeten in Carbini diese Sekte in der die Frauen genauso eintraten, wie die Männer; ihr Gesetz forderte, dass sie alles gemeinsam haben sollten, die Frauen, die Kinder, genauso wie alle Güter; vielleicht wollten sie das Goldene Zeitalter der Epoche Saturns wieder aufleben lassen, von dem die Dichter gesungen haben. Sie erlegten sich bestimmte Bußen nach ihrer Art auf; sie versammelten sich in den Kirchen zur Nacht um ihre Opfer darzubringen, und dort, nach bestimmten abergläubischen Praktiken, nach einigen leeren Zeremonien, entzündeten sie die Fackeln, dann nahmen sie die schändlichsten Haltungen ein und die abscheulichsten Stellungen, die man sich vorstellen kann, und gaben sich hin, einer dem Anderen zur Befriedigung, ohne Unterschied an Frauen und Männer.“

Die Gemeinschaft entwickelte sich im Süden der Insel, in der Delà des Monts bzw. Terra di i Signori (Land der Herren). Weil sie sich weigerten die Steuern zu zahlen, wurden sie zu Staatsfeinden. Auch im Norden der Insel, in Alesani gab es eine Gruppe.

## Geschichte
Laut Giovanni della Grossa erblickte diese Sekte im Jahre 1354 die Welt. Die Verfechter der Sekte waren Polo und Arrigo d’Attalà, illegitime Brüder von Guglielminuccio, dem Herrn von Attallà.
Polo d’Attalà war der Anführer der Sekte, deren Gebiet sich bis an die Deçà des Monts (Terre de Commune) erstreckte.
1352 exkommunizierte der Bischof von Aléria die „Häretiker“. Ende desselben Jahres appellierten die Ghjuvannali beim Erzbischof von Pisa (Giovanni Scarlatti) und erreichten eine Aufhebung der Exkommunikation. Sie radikalisierten sich daraufhin gegenüber den kirchlichen Hierarchien, die sie im Gegensatz zur christlichen Botschaft verurteilte. Ihre Spiritualität, ihr religiöser und sozialer Ansatz riefen in ganz Korsika Reaktionen hervor.  Aber 1354, kurz vor seinem Tod, wandte sich Monseigneur Raimondo, Bischof von Aléria, an Papst Innozenz VI. und bestätigte noch einmal, dass die Ghjuvannali Häretiker seien « irrespectueux envers l’autorité épiscopale ». Der Papst, damals schon in Residenz in Avignon, erklärte die Ghjuvannali zu Häretikern.
Sein Nachfolger, der Benediktiner Urban V., erhielt die Exkommunikation aufrecht und entsandte einen Legaten nach Korsika. Der päpstliche Kommissar organisierte mit Unterstützung der lokalen Herren einen Heiligen Militärkreuzzug in der Region von Carbini und der Ebene im Osten. Im Namen der Kirche massakrierte man zwischen 1363 und 1364 in Carbini, Ghisoni, im Kloster von Alesani und in anderen Dörfern eine ganze Anzahl von Ghjuvannali, eingeschlossen Frauen und Kinder. Die letzten Hinrichtungen wurden in Ghisoni vollzogen. Dort wurden die Ghjuvannali am Fuße des Berges verbrannt, der den Namen Kyrie Eleison et Christe Eleison trägt.

« Il envoya en Corse un commissaire avec quelques soldats. Les Corses qui exécraient les nouveaux sectaires se joignirent au commissaire et allèrent attaquer les Giovannali dans la piève d’Alesani où ils s’étaient retranchés fortement. Les sectaires furent battus et dispersés et partout où l’un d’eux était reconnu dans l’île, il était massacré aussitôt sans pitié. De là vient qu’encore aujourd’hui en Corse, lorsqu’on parle de certaines personnes qui, pour une raison quelconque, ont été poursuivies avec toute leur famille jusqu’à la mort, on se sert de cette comparaison: Ils ont été traités comme les Giovannali. »

„Er sandte nach Korsika einen Kommissar mit einigen Soldaten. Diejenigen Korsen, die die Sektierer verabscheuten, verbündeten sich mit dem Kommissar und attackierten die Giovannali in Alesani, von wo sie mit Gewalt vertrieben wurden. Die Sektierer wurden geschlagen und zerstreut und überall, wo einer der Ihren auf der Insel erkannt wurde, wurde er sofort ohne Gnade massakriert. Von daher kommt der Ausdruck, der in Korsika bis heute gebraucht wird, wenn man den Vergleich zieht zu jemandem, der mit seiner ganzen Familie bis zum Tod bedroht wird: ‚Sie werden behandelt wie die Giovannali‘.“

In dieser Zeit des Hungers, der Katastrophen und der Krankheiten ist es eine der dunkleren Seiten der korsischen Geschichte.

## Populärkultur
Ein Chanson der korsischen Gruppe Canta u Populu Corsu auf dem Album Rinvivisce trägt den Titel I Ghjuvannali.